# Jacques Fouillou
Jacques Fouillou (1670-1736), théologien français, diacre licencié de Sorbonne, fut un des écrivains les plus féconds du parti de l'appel. 
Il se montra d'abord dans l'affaire du cas de conscience, dont il donna une histoire avec Jean Louail. En 1705, il se retira en Hollande, auprès de Pasquier Quesnel ; là il prit part aux Hexaples et à plusieurs autres ouvrages sur les mêmes matières. 
On a de lui entre autres une Justification du silence respectueux, contre Fénelon, en 3 volumes. Fouillou publia neuf ou dix écrits contre cet archevêque, et d'autres contre MM. Languet, de Belzunce et autres prélats. C'est lui qui fut éditeur des Lettres d'Arnauld, au moins des huit premiers volumes, le dernier étant d'un autre éditeur. Après la mort de Quesnel, il obtint de rentrer en France, fut opposé aux convulsions dans la querelle élevée entre les appelants sur ce sujet, et mourut à Paris le 21 septembre 1736, dans sa 66e année. Le Moréri cite de lui d'autres écrits aujourd'hui oubliés.